# 村上晃一
村上 晃一（むらかみ こういち、1965年3月1日 - ）は、日本の編集者、ライター、コラムニスト、ラグビー解説者、ラグビージャーナリスト。京都府京都市生まれ。現役時代のラグビーポジションは、センター(CTB)、フルバック(FB)。

## 来歴
10歳からラグビーを始めた。
鴨沂高校卒業後、大阪体育大学に入学する。大阪体育大学時代、副将を務めた。
1986年度（1987年1月18日）、西日本学生代表となり、第41回東西学生対抗試合にFBで出場した。
大阪体育大学卒業後、1987年4月、ベースボール・マガジン社に入社して『ラグビーマガジン』編集部に勤務。1990年6月には同誌編集長に就任し、1997年2月まで編集長を務めた。
1998年6月、ベースボール・マガジン社を退社。同年からJ SPORTSでラグビー解説を務める傍ら、フリーランスの編集者、記者として活動している。
1999年のラグビーワールドカップから現地でコメンテーターを務めている。
2002年度から2003年度までの日本ラグビーフットボール協会機関誌『RUGBY FOOTBALL』の目次ページに、広報委員あるいは編集担当として短文を載せている。
2003年8月、有限会社オフィス・フルバックの代表取締役に就任。

## 主な著作
- 空飛ぶウイング 坂田好弘が駆け抜けた日本ラグビー黄金時代（洋泉社、1999年9月）ISBN 4-89691-413-9
- ラグビー愛好日記 トークライブ集（ベースボール・マガジン社、2007年5月）ISBN 978-4583100258
- ラグビー愛好日記 2 トークライブ集（ベースボール・マガジン社、2008年6月）ISBN 978-4583101040
- ラグビー愛好日記 3 トークライブ集（ベースボール・マガジン社、2009年11月）ISBN 978-4583102283
- 仲間を信じて（岩波ジュニア新書、2011年9月）ISBN 978-4005006946
- ハルのゆく道　日本ラグビーの至宝立川理道の成長物語（天理教道友社、2016年10月）ISBN 978-4807306039

## 出演番組

### テレビ
- ラグビー中継（J SPORTS）解説 - 1998年から
- ラグビー わんだほー! 〜ラグビー情報番組〜[21]（J SPORTS）- 2021年12月26日から
- ラグビーウィークリー[22]（BS朝日）- 2012年10月8日から

- ラグビー・プラネット[23]（J SPORTS）- 終了

### ラジオ
- NHKジャーナル（NHKラジオ第1放送）[24]